# Pyrausta flavofascialis
Pyrausta flavofascialis is een vlinder van de familie van de grasmotten (Crambidae). De wetenschappelijke naam van deze soort is voor het eerst voorgesteld als Botis flavofascialis door Augustus Radcliffe Grote in een publicatie uit 1882.
De soort komt voor in het westen van de Verenigde Staten.